# Court Plaster
Court Plaster è un cortometraggio del 1924 diretto da Gilbert Pratt.
Film debutto per Sally Rand.

## Trama
Nullan Voyd entra di nascosto in un ospedale, combinando tantissimi guai.